# Cleora telloides
Cleora telloides là một loài bướm đêm trong họ Geometridae.